# William Barrington (6e vicomte Barrington)
Pour les articles homonymes, voir Barrington.
William Keppel Barrington, 6e vicomte Barrington (6 octobre 1793 – 9 février 1867), est un homme d'affaires et homme politique britannique.

## Biographie
Né à Londres, il est l'aîné des fils du révérend George Barrington (5e vicomte Barrington), et de sa femme Elizabeth, deuxième fille de Robert Adair et Caroline Keppel. Il fait ses études à Westminster School et Christ Church (Oxford), où il obtient un Baccalauréat universitaire ès lettres en 1814.
Barrington devient vicomte en 1829. Cependant, ce n'est qu'un titre de la Pairie d'Irlande, il ne lui donne pas le droit à un siège à la Chambre des lords. En 1837, il est élu à la Chambre des communes du Royaume-Uni comme l'un des trois représentants de Berkshire, un siège qu'il occupe jusqu'en 1857. Il est également président de la Great Western Railway entre 1856 et 1857.
Lord Barrington épouse Jane Elizabeth Liddell, quatrième fille de Thomas Liddell (1er baron Ravensworth), en 1823. Ils ont cinq fils et cinq filles. Barrington est décédé à Shrivenham, Berkshire, en février 1867, âgé de 73 ans, et est remplacé dans la vicomté par son fils aîné, George Barrington (7e vicomte Barrington). Lady Barrington est décédée en mars 1883, âgé de 78 ans. Leur troisième fils est le diplomate William Barrington (en), et leur cinquième (mais quatrième survivant) fils Eric Barrington.